# D 587 (Türkei)
Die Straße D 587 (Devlet yolu 587) ist eine nur 2 km lange Straße in der Türkei. Sie führt rund 45 km östlich der Provinzhauptstadt Bursa auf dem Stadtgebiet von Yenişehir von der D 160 nach Süden zum Flughafen Erzincan-Yıldırım Akbulut.